# Neomarica rigida
Neomarica rigida är en irisväxtart som först beskrevs av Pierfelice Ravenna, och fick sitt nu gällande namn av Capell. Neomarica rigida ingår i släktet Neomarica och familjen irisväxter. Inga underarter finns listade i Catalogue of Life.